# アイダホ (BB-24)
| USS Idaho BB-24 |                                                                               |
| 艦歴            |                                                                               |
| 発注            |                                                                               |
| 起工            | 1904年5月12日                                                                 |
| 進水            | 1905年12月9日                                                                 |
| 就役            | 1908年4月1日                                                                  |
| 退役            | 1914年7月30日                                                                 |
| その後          | ギリシャに売却                                                                |
| 性能諸元        |                                                                               |
| 排水量          | 13,000 t                                                                      |
| 全長            | 382 ft                                                                        |
| 全幅            | 77 ft                                                                         |
| 吃水            | 24.7 ft                                                                       |
| 機関            |                                                                               |
| 最大速          | 17ノット                                                                      |
| 航続距離        |                                                                               |
| 兵員            | 士官、兵員744名                                                               |
| 兵装            | 12インチ砲4門、8インチ砲8門 7インチ砲8門、3インチ砲12門 21インチ魚雷発射管2基 |
| 航空機          |                                                                               |

アイダホ(USS Idaho, BB-24)はアメリカ海軍のミシシッピ級戦艦。アイダホ州の名前がつけられたアメリカ海軍で2隻目の船である。

## 艦歴
1903年3月3日に承認され、1904年5月12日にペンシルベニア州フィラデルフィアのウィリアム・クランプ・アンド・サンズ社で起工された。1905年12月9日進水。1908年4月1日に就役した。
1908年の4月と5月はキューバへの慣熟航海をおこない、パナマを訪れた後フィラデルフィアに戻った。1909年2月22日、アイダホはハンプトンローズでのグレート・ホワイト・フリートの帰還を祝う観艦式に参加した。3月、アイダホはカリブ海に戻り1910年10月までそこで活動した。1910年10月29日、アイダホはイギリスとフランスでの演習に向かった。それからの帰還後、1911年3月19日から28日までチェサピーク湾で砲術訓練を行った。
1911年5月4日にアイダホはフィラデルフィアからルイジアナ州へ向かい、それから演習のためフロリダ州東岸へ向かった。1918年10月27日、フィラデルフィアでアイダホは予備役となった。1914年5月9日、アイダホは海軍兵学校生徒を乗せて地中海への訓練航海に出発した。
1914年7月30日にアイダホはニューポートニューズで退役し、同日ギリシャ海軍に引き渡された。アイダホはギリシャ海軍のレムノスとなり、第二次世界大戦中にドイツ国防軍によって撃沈された。